# Henry Colomer
Pour les articles homonymes, voir Colomer.
Henry Colomer (né en 1950) est un cinéaste français, auteur de nombreux documentaires.

## Biographie
Henry Colomer a étudié à l’Institut des hautes études cinématographiques (IDHEC) à Paris, et au Dramatiska Institutet Stockholm. Il a obtenu un diplôme de réalisation et de prise de vue ainsi qu'une maîtrise de philosophie. 
Après s'être formé à diverses techniques et s'être essayé au court-métrage, il écrit des scénarios de fiction, dont ceux des films de Lam Lê, Rencontre des nuages et du dragon (1980) et Poussière d'empire (1983). Il réalise ensuite des sujets de magazines produits par l'INA et des documentaires liés à l'histoire culturelle (Les routes de la lumière, 1992, La maison de l'éveil, 1995, Anatomie de la couleur, 1996).
Son goût la littérature le conduit à tourner des portraits comme Salvador Espriu (1989) et Primo Levi (1990) dans la collection Préfaces diffusée par Arte, ou encore Victor Hugo – L'exilé (2002), à l'occasion du bicentenaire de la naissance de l'écrivain. En 2012, il réalise Vies métalliques, Rencontres avec Pierre Bergounioux, un écrivain attaché à donner une vie seconde à d'obscures destinées oubliées "au fond des vallées du temps". Dans le silence de son bureau ou dans le fracas d'étincelles de l'atelier où Pierre Bergounioux réalise des sculptures à partir de vestiges de l'industrie, la magie des signes ressuscite ce que la mort a emporté. 
Claire Cayron traduit Miguel Torga (1993), Jean-Michel Déprats traduit Shakespeare (1994), ou encore Des voix dans le cœur. Éloge des traducteurs (2017) témoignent d'un vif intérêt pour la traduction, dans laquelle Henry Colomer voit une grande parenté les exigences qui sont celles de son travail. « Devant la richesse d’un texte ou l’énigme de la personne qu’on est en train de filmer, il faut interpréter, éclairer et privilégier certains aspects, en maintenir d’autres dans la pénombre, trouver la juste pesée du pinceau. » 
Henry Colomer aime à répéter que son travail sur l'histoire se place sous l'invocation d'une phrase- talisman de Walter Benjamin : « Il existe un rendez-vous tacite entre les générations passées et la nôtre. Nous avons été attendus sur la terre,. » Dans cette veine « généalogique », il réalise plusieurs films d'archives liés aux grands bouleversements qui ont marqué la fin du XIXe siècle et du début du XXe. Monte Verità (1996), sur la colonie utopique du même nom ; Optimum (2000), sur les pionniers de l'utilitarisme ; Sous les drapeaux (2008), autour de la Grande Guerre, dans lequel il entend souligner l'importance de notre « deuxième peau symbolique » — les vêtements, les drapeaux, les uniformes — et, par là, attirer le regard vers les corps, les gestes, les rituels. Le film est porté par la musique originale de Jacopo Baboni Schilingi, avec qui il a collaboré plusieurs fois.
Il a ensuite réalisé un triptyque à partir d'archives de l'INA : La télé (2014), De l'air (2015) Du chiffre ! Chroniques d'une conquête (2013). Trois essais filmés sur les premières décennies des Trente Glorieuses et leur retentissement jusqu'à nos jours. C'est le montage seul qui assure « la fabrique du continu » de ces films, marqués par la volonté du réalisateur de ne plus avoir recours à un commentaire en surplomb, dictant au spectateur ce qu'il doit penser et ressentir.
Parmi ses réalisations récentes : une série de « films d'atelier » qu'il tourne seul, sur une longue durée, dans un climat d'intimité et d'attention soutenue qui évoque pour lui la musique de chambre. Iddu (2008) est consacré au travail Jean-Michel Fauquet, photographe et plasticien ; Ricercar (2010) est un film sur l'écoute, l'échange, la passion pour le clavecin partagée avec leurs amis musiciens par deux facteurs exceptionnels, Philippe Humeau et Émile Jobin. Des voix dans le chœur – Éloge des traducteurs (2017), se présente comme « un voyage au royaume de la nuance ». Trois traducteurs de poésie, Sophie Benech, Danièle Robert et Michel Volkovitch invitent  le spectateur à découvrir l'exercice d'équilibrisme que constituent la greffe d'une langue à une autre, l'échange entre deux voix singulières. Ce film a remporté une Étoile de la SCAM en 2018.
Inspiré par ses souvenirs, son long-métrage Nocturnes entrelace de courtes séquences documentaires et des scènes de fiction évoquant neuf moments de la vie d'un enfant à l'époque de la guerre d'Algérie. Sur la même période, Henry Colomer a réalisé un documentaire centré sur l'imaginaire collectif de sa famille, Vies parallèles (2010). « Entre la peur et l'émerveillement, un enfant se construit un petit monde, une collection de souvenirs singuliers dont il réalise, longtemps après, qu'il les a partagés avec toute une génération. »
Son dernier film, Talismans (2022), est composé de récits croisés à propos de mots qui ont compté dans des temps difficiles. Avec Batia Baum, Sophie Benech, Françoise Davoine, Arlette Farge, Jacques Fraenkel, Llibert Tarrago.

## Filmographie

### Documentaires
- Les routes de la lumière
- Japonisme
- Salvador Espriu
- Primo Levi
- Claire Cayron traduit Miguel Torga
- Jean-Michel Déprats traduit Shakespeare
- Anatomie de la couleur
- La Maison de l'éveil

### Documentaires récents
- 2022 Talismans
- 2018 : Mission France, la croisade de l'abondance
- 2017 Des voix dans le chœur - Éloge des traducteurs
- 2017 Du chiffre ! Chroniques d'une conquête
- 2015 De l'air
- 2014 La télé
- 2012 Vies métalliques, rencontres avec Pierre Bergounioux
- 2010 Ricercar
- 2010 Vies parallèles, une chronique des années cinquante
- 2008 Sous les drapeaux
- 2008 Iddu, l'atelier de Jean-Michel Fauquet
- 2002  Victor Hugo - L'exilé
- 2000 Optimum
- 1997 Monte Verità

### Cinéma
- 2006 : Nocturnes : long-métrage, avec Quentin Testas, Zacharie Olivet, Sarah Grappin, Miquel Garcia Borda

## Distinctions
- Monte Verità : prix du meilleur documentaire, Festival du Film Historique, Pessac 1997 ; prix du meilleur documentaire de télévision, SCAM 1998.
- Optimum : prix de la pédagogie scientifique, Festival du film d'art et pédagogique de l'Unesco, 2000.
- Sous les drapeaux : mention spéciale, Festival du Film Historique, Pessac 2008. Focal International Award, Londres 2010 (meilleure utilisation d'archives dans un documentaire).
- Des voix dans le chœur. Éloge des traducteurs : Étoile de la SCAM 2018.
- Talismans : Prix Georges Duby du documentaire historique, Rendez-vous de l'histoire de Blois 2022.

## Sources
- Documentaire
- Documentaire
- Autour du 1er mai